# Crimen en Estados Unidos

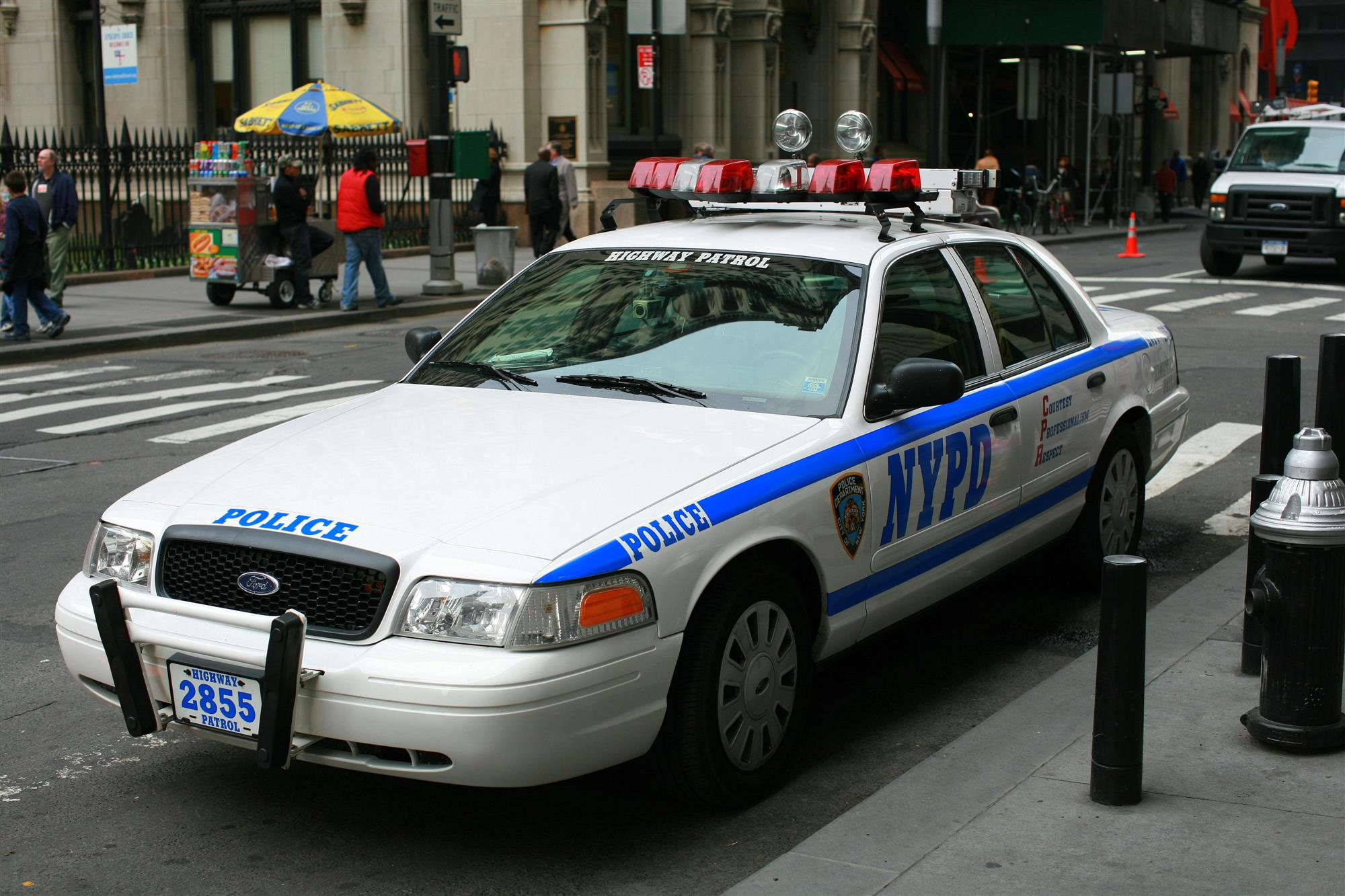
Patrulla estadounidense

El crimen en Estados Unidos ha sido registrado desde la colonización. Las tasas de criminalidad han variado con el tiempo, con un fuerte aumento después de 1900, alcanzando un amplio pico abultado entre los años setenta y principios de los noventa. Desde entonces, el crimen ha disminuido significativamente.
Las estadísticas sobre crímenes específicos están indexadas en los Informes Uniformes de Crimen anuales de la Oficina Federal de Investigación (FBI) y en las Encuestas Nacionales de Victimización del Crimen de la Oficina de Estadísticas de Justicia. Además del Informe Uniforme de Crimen primario conocido como Crimen en los Estados Unidos, el FBI publica informes anuales sobre el estado de la aplicación de la ley en los Estados Unidos. Las definiciones del informe de delitos específicos son consideradas estándar por muchas agencias de aplicación de la ley estadounidenses. Según el FBI, el índice de delitos en los Estados Unidos incluye delitos violentos y delitos contra la propiedad. El delito violento consiste en cinco delitos: asesinato y homicidio no negligente, violación, robo, asalto agravado y violencia de pandillas; El delito contra la propiedad consiste en robo, hurto, robo de vehículos automotores e incendio premeditado.

## Crimen a lo largo del tiempo

Suicidios y homicidios relacionadas con armas de fuego en los Estados Unidos, 1999–2016 y 2017

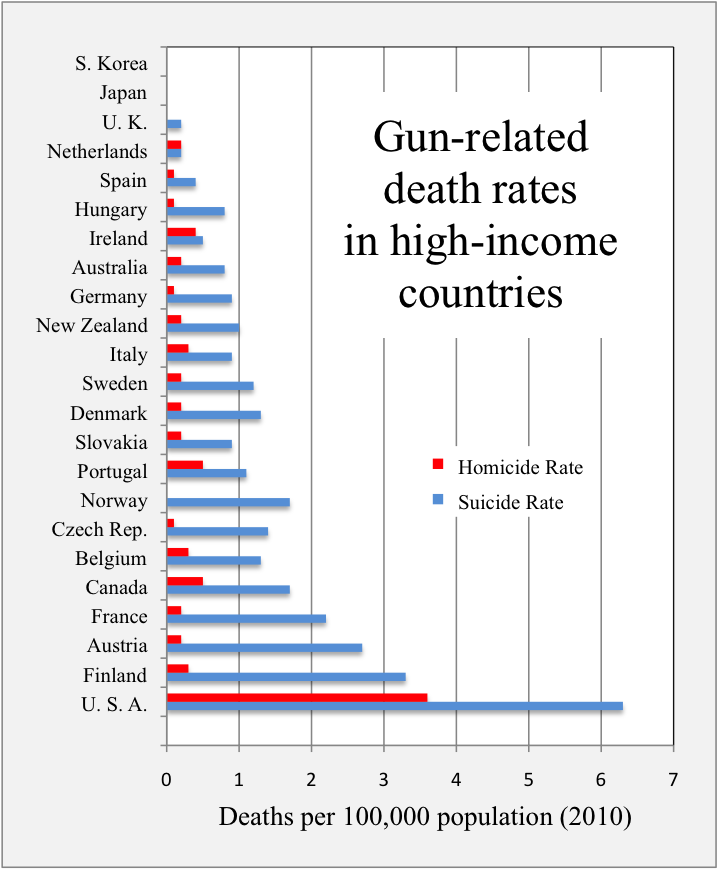
Suicidios y homicidios relacionados con armas de fuego en países de altos-ingresos OECD en 2010, ordenados por número de muertes totales (suicidio, homicidio u otra muerte relacionada con las armas de fuego).

Estadística de homicidio según tipo de arma - EE.UU., 2016

A largo plazo, el crimen violento en los Estados Unidos ha estado en declive desde la época colonial. La tasa de homicidios se estima en más de 30 por 100 000 personas en 1700, cayendo a menos de 20 en 1800 y a menos de 10 en 1900. Después de la Segunda Guerra Mundial, las tasas de criminalidad aumentaron en los Estados Unidos, alcanzando un pico desde la década de 1970 hasta principios de la década de 1990. El crimen violento casi se cuadruplicó entre 1960 y su pico en 1991. El crimen de propiedad aumentó más del doble en el mismo período. Sin embargo, desde la década de 1990, contrariamente al concepto erróneo común, el crimen en los Estados Unidos ha disminuido constantemente. Se han propuesto varias teorías para explicar esta disminución:
- El número de policías aumentó considerablemente en la década de 1990.[7]
- El 16 de septiembre de 1994, el presidente Bill Clinton firmó la Ley de Control de Delitos Violentos y Aplicación de la Ley. Según la ley, se gastaron más de $ 30 mil millones en ayuda federal durante un período de seis años para mejorar la aplicación de la ley estatal y local, las cárceles y los programas de prevención del delito. Los defensores de la ley, incluido el presidente, lo promocionaron como uno de los principales contribuyentes a la fuerte caída de la delincuencia que se produjo a lo largo de la década de 1990, mientras que los críticos lo han descartado como un engaño federal sin precedentes.[8]
- La población carcelaria ha aumentado rápidamente desde mediados de la década de 1970.
- A partir de mediados de la década de 1980, el mercado de crack y cocaína creció rápidamente antes de caer nuevamente una década más tarde. Algunos autores han señalado el vínculo entre crímenes violentos y uso de crack.[7]
- El aborto legalizado redujo el número de niños nacidos de madres en circunstancias difíciles y la infancia difícil hace que los niños sean más propensos a convertirse en delincuentes. La demografía cambiante del envejecimiento de la población ha sido citada por la caída en la delincuencia general.[9]
- El Aumento de los ingresos.[10]
- La introducción de la práctica policial basada en datos CompStat redujo significativamente los delitos en las ciudades que la adoptaron.[10]
- La hipótesis del delito de plomo sugiere una exposición reducida al plomo como la causa; El erudito Mark A.R. Kleiman escribe: "Dada la disminución en la exposición al plomo entre los niños desde la década de 1980 y los efectos estimados del plomo en el crimen, la exposición reducida al plomo podría explicar fácilmente una proporción muy grande, ciertamente más de la mitad, de la disminución del crimen en el período 1994–2004 Un estudio estadístico cuidadoso que relaciona los cambios locales en la exposición al plomo a las tasas de criminalidad local estima que la fracción de la disminución del crimen debido a la reducción del plomo es mayor al 90 por ciento.
- La calidad y el alcance del uso de la tecnología de seguridad aumentaron en el momento de la disminución del delito, después de lo cual disminuyó la tasa de robo de automóviles; Esto puede haber causado que disminuyan las tasas de otros delitos también.[11]
- Aumento de las tasas de inmigración a los Estados Unidos.

## Arrestos
Cada estado tiene un conjunto de estatutos aplicables dentro de sus propias fronteras. Un estado no tiene jurisdicción fuera de sus fronteras, aunque todavía se encuentre en los Estados Unidos. Debe solicitar la extradición del estado en el que el sospechoso ha huido. En 2014, había 186.873 sospechosos de delitos graves fuera de la jurisdicción de estados específicos contra los cuales no se buscaría la extradición. Filadelfia tiene alrededor de 20,000 de estos, ya que está cerca de una frontera con otros cuatro estados. Se estima que la extradición costará unos pocos cientos de dólares por caso. El análisis de los datos de arrestos de California indica que las causas más comunes de arresto por delitos graves son por delitos violentos como robo y asalto, delitos contra la propiedad, como robo y robo de autos, y delitos de drogas. Para los delitos menores, las causas más comunes de arresto fueron las infracciones de tránsito, especialmente la conducción deficiente, los delitos de drogas y la falta de comparecencia ante el tribunal. Otras causas comunes de arresto por delitos menores incluyeron asalto y agresión y delitos menores a la propiedad, como el robo menor.

## Crimen
La tasa de delitos violentos reportados en los Estados Unidos incluye asesinatos, violaciones y asaltos sexuales, robos y asaltos, mientras que la tasa de delitos violentos canadienses incluye todas las categorías de asalto, incluido el nivel de Asalto 1 (es decir, asalto que no usa un arma y no resulta en daño corporal grave). Un estudio del gobierno canadiense concluyó que la comparación directa de los totales o tasas de delitos violentos de los dos países era "inapropiada". Francia no cuenta la violencia menor, como los puñetazos o las bofetadas, como asalto, mientras que Austria, Alemania y Finlandia sí cuentan tales hechos. Del mismo modo, el Reino Unido tiene diferentes definiciones de lo que constituye un crimen violento en comparación con los Estados Unidos, lo que hace una comparación directa de la cifra general defectuosa. Los Informes Uniformes de Delitos del FBI definen un "crimen violento" como uno de los cuatro delitos específicos: asesinato y homicidio no negligente, violación forzada, robo y asalto agravado. El Ministerio del Interior británico, por el contrario, tiene una definición diferente de crimen violento, que incluye todos los "delitos contra la persona", incluidos los asaltos simples, todos los robos y todos los "delitos sexuales", en comparación con el FBI, que solo cuenta los asaltos agravados y "violaciones por la fuerza". Las tasas de criminalidad se alteran necesariamente promediando las tasas locales más altas o más bajas del vecindario sobre una población más grande que incluye a toda la ciudad. Tener pequeños focos de delincuencia densa puede reducir la tasa de criminalidad promedio de una ciudad.
Según un informe de 2013 de la Oficina de las Naciones Unidas contra la Droga y el Delito (ONUDD), entre 2005 y 2012, la tasa promedio de homicidios en los EE. UU. fue de 4.9 por 100,000 habitantes en comparación con la tasa promedio global, que fue de 6.2. Sin embargo, Estados Unidos tenía tasas de homicidios mucho más altas en comparación con otros cuatro "países desarrollados" seleccionados, que tenían tasas promedio de homicidios de 0.8 por 100,000. En 2004, hubo 5.5 homicidios por cada 100,000 personas, aproximadamente tres veces más que Canadá (1.9) y seis veces más que Alemania e Italia (0.9). Una mirada más cercana a los Datos del Archivo Nacional de Justicia Criminal indica que las tasas de homicidios per cápita en los últimos 30 años más en promedio, de las principales ciudades, la tasa promedio anual de homicidios per cápita de Nueva Orleans de 52 asesinatos por cada 100,000 personas en general (1980–2012 ) es la más alta de las ciudades de los Estados Unidos con un promedio anual de homicidios totales que se encontraban entre los 10 más altos durante el mismo período. En 2018, la tasa de asesinatos en EE. UU. Fue de 5.0 por 100,000, para un total de 15,498 asesinatos.
El grupo, que documenta los incidentes con armas de fuego en todo el país, indicó que al menos 38.730 personas fallecieron por disparos, de las que 14.970 fueron víctimas de homicidios, asesinatos, disparos intencionados y por uso defensivo, frente a los 14.789 muertos de 2018.
En 2019 hubo 38.000 personas muertas en Estados Unidos por el uso de armas de fuego durante A las 14.970 víctimas mortales de disparos intencionados o accidentales en 2019 se suman 23.760 muertes por suicidio con este tipo de armamento, según GVA, que el año pasado no reveló la cifra de suicidios con armas de fuego.
Las características de los delincuentes varían del promedio para tipos específicos de delitos y delitos específicos. En términos de delitos violentos por género, en 2011, el 80,4% de las personas arrestadas eran hombres y el 19,6% mujeres. Los hombres representaban el 88.2% de los arrestados por homicidio, mientras que las mujeres representaban el 11.8%. Entre los arrestados por violación en 2011, los hombres representaban el 98.8% y las mujeres el 1.2%. Por delitos contra la propiedad en 2011, el 62,9% de las personas arrestadas eran hombres y el 37,1% mujeres. Por delitos violentos por raza en 2011, el 59.4% de los arrestados eran blancos, el 38.3% eran negros y el 2.2% eran de otras razas. Para las personas arrestadas por homicidio en 2011, el 49.7% eran negras, el 48% eran blancas y el 2.3% eran de otras razas. Para las personas arrestadas por violación en 2011, el 65% eran blancas, el 32.9% eran negras y el 2.1% eran de otras razas. Por delitos contra la propiedad en 2011, el 68.1% de las personas arrestadas eran blancas, el 29.5% eran negras y el 2.4% eran de otras razas. En 2011, las fuerzas del orden notificaron 6.222 incidentes motivados por prejuicios, conocidos como delitos de odio, por los que se identificaron 5.731 delincuentes. De estos, el 59% eran blancos, el 20.9% eran negros, el 7.1% eran de diversas razas, el 1.4% eran asiáticos o isleños del Pacífico, el 0.8% eran nativos americanos y el 10.8% eran de raza desconocida.
Estados Unidos tiene la tasa más alta de propiedad civil de armas per cápita. Según los CDC, entre 1999 y 2014 hubo 185,718 homicidios por el uso de armas de fuego y 291,571 suicidios con armas de fuego. A pesar de un aumento significativo en las ventas de armas de fuego desde 1994, los Estados Unidos han visto una caída en la tasa anual de homicidios con armas de fuego de 7.0 por 100,000 habitantes en 1993 a 3.6 por 100,000. En los diez años entre 2000 y 2009, la ATF informó 37,372,713 autorizaciones de compra, sin embargo, en los cuatro años entre 2010 y 2013, la ATF informó 31,421,528 autorizaciones.

## Trata de personas
La trata de personas se clasifica en los siguientes tres grupos: (1) trata de personas; (2) tráfico sexual y laboral; y (3) tráfico laboral; Además, la tasa de tráfico sexual doméstico de menores ha aumentado exponencialmente a lo largo de los años. El tráfico sexual de niños, también conocido como explotación sexual comercial de niños, se clasifica en las siguientes formas: pornografía, prostitución, turismo sexual infantil y matrimonio infantil. Los perfiles de los traficantes y los tipos de trata difieren en la forma en que las víctimas son secuestradas, cómo son tratadas y el motivo del secuestro.
Según un informe de 2017 de la Línea Nacional de Tráfico Humano (NHTH), de 10,615 sobrevivientes reportados de tráfico sexual, 2,762 de esos sobrevivientes eran menores de edad. El Departamento de Justicia de los EE. UU. Define la Explotación sexual comercial de niños (CSEC) como una gama de delitos y actividades que involucran el abuso sexual o la explotación de un niño en beneficio financiero de cualquier persona o a cambio de cualquier cosa de valor (incluso monetaria y no beneficios monetarios) otorgados o recibidos por cualquier persona. Estos crímenes contra los niños, que pueden ocurrir en cualquier momento o lugar, les roban su infancia y son extremadamente perjudiciales para su desarrollo emocional y psicológico.
En 2009, la Oficina de Justicia Juvenil y Prevención de la Delincuencia informó que la edad promedio cuando los niños son víctimas de CSEC es entre 12 y 14 años. Sin embargo, esta edad se ha vuelto cada vez más joven debido al temor de los explotadores de contraer el VIH o el SIDA de mayores. víctimas.
En 2018, la Oficina de Asuntos Públicos del Departamento de Justicia publicó un informe de la operación "Corazón roto" realizado por los equipos de trabajo de Delitos contra los niños en Internet (ICAC), que indica que más de 2,300 presuntos delincuentes sexuales en línea fueron arrestados por las siguientes acusaciones : 
- Producir, distribuir, recibir y poseer pornografía infantil
- Participar en la atracción en línea de niños con fines sexuales
- Participar en el tráfico sexual de niños
- Viajar a través de las fronteras estatales o a países extranjeros y abusar sexualmente de niños.[22]

Además, un informe de 2011 de la Oficina de Estadísticas de Justicia describió las características de los presuntos incidentes de trata de personas, identificando aproximadamente al 95% de las víctimas como mujeres y más de la mitad de 17 años o menos.

## Número y crecimiento de las leyes penales
Hay opiniones contradictorias sobre la cantidad de delitos federales, pero muchos han argumentado que ha habido un crecimiento explosivo y se ha vuelto abrumador. En 1982, el Departamento de Justicia de los Estados Unidos no pudo encontrar un número, pero estimó 3.000 delitos en el Código de los Estados Unidos. En 1998, la American Bar Association (ABA) dijo que probablemente era mucho más alto que 3,000, pero no dio una estimación específica. En 2008, la Fundación Heritage publicó un informe que ponía el número en un mínimo de 4.450. Cuando el personal de un grupo de trabajo del Comité Judicial de la Cámara de los EE. UU. Solicitó al Congressional Research Service (CRS) que actualizara su cálculo de 2008 de delitos penales en el Código de los Estados Unidos en 2013, el CRS respondió que les falta la mano de obra y los recursos para realizar la tarea.

## Encarcelamiento

Un mapa de Lista de estados de Estados Unidos Por tasa de encarcelamiento bajo la jurisdicción de prisiones estatales (pero excluyendo a los presos de cárceles y prisiones federales) por 100,000 habitantes.

A partir de 2001, la probabilidad de por vida de ir a prisión para varios grupos demográficos, en porcentajes.

Estados Unidos tiene la tasa de encarcelamiento más alta del mundo (que incluye a los detenidos en prisión preventiva y a los presos condenados). En 2009, 2,3 millones de personas estaban encarceladas en los Estados Unidos, incluidas las cárceles federales y estatales y las cárceles locales, lo que generó una tasa de encarcelamiento de 793 personas por cada 100.000 habitantes del país. Durante 2011, 1,6 millones de personas fueron encarceladas bajo la jurisdicción de las autoridades federales y estatales. A fines de 2011, 492 personas por cada 100,000 residentes de EE. UU. Estaban encarceladas en prisiones federales y estatales. De los 1,6 millones de prisioneros estatales y federales, casi 1,4 millones de personas estaban bajo jurisdicción estatal, mientras que 215.000 estaban bajo jurisdicción federal. Demográficamente, casi 1,5 millones de prisioneros eran hombres y 115.000 eran mujeres, mientras que 581.000 prisioneros eran negros, 516.000 eran blancos y 350.000 eran hispanos. Entre los 1,35 millones de presos estatales condenados en 2011, 725.000 personas fueron encarceladas por delitos violentos, 250.000 fueron encarceladas por delitos contra la propiedad, 237.000 personas fueron encarceladas por delitos de drogas y 150.000 fueron encarceladas por otros delitos. 
De los 200.000 presos federales condenados en 2011, 95.000 fueron encarcelados por delitos relacionados con las drogas, 69.000 fueron encarcelados por delitos contra el orden público, 15.000 fueron encarcelados por delitos violentos y 11.000 fueron encarcelados por delitos contra la propiedad.